# Convento de Nuestra Señora del Rosal
El convento de Nuestra Señora del Rosal es un edificio del municipio español de Priego, en la provincia de Cuenca.

## Historia
El convento de Nuestra Señora del Rosal de Priego fue fundado en 1525 por iniciativa de Diego Carrillo de Mendoza, hermano de Luis Carrillo de Mendoza, el séptimo conde de Priego. Su nombre se debe a una tradición que relata la aparición de la Virgen en ese lugar, junto a un rosal.
Desde su creación, el convento fue habitado por monjas franciscanas concepcionistas, quienes permanecieron allí hasta 1835. Ese año, debido a las leyes de exclaustración impulsadas por Mendizábal, tuvieron que trasladarse a otro convento en Cuenca. Aunque posteriormente volvió a ser ocupado por religiosas, el convento fue definitivamente abandonado en agosto de 1936, al comienzo de la Guerra Civil Española.

## Descripción
El convento de Nuestra Señora del Rosal está ubicado en el término municipal conquense de Priego, en la comunidad autónoma de Castilla-La Mancha. Se encuentra al norte de la localidad. Su fundación se remontaría a la primera mitad del siglo XVI. Aparece referido en el decimotercer volumen del Diccionario geográfico-estadístico-histórico de España y sus posesiones de Ultramar de Pascual Madoz de la siguiente manera:

otro de religiosas franciscas de la Concepción, con el título de Ntra. Sra. del Rosal, sit. al N. de la v. 1/4 de leg.
(Madoz, 1849, p. 220)

El inmueble fue declarado monumento histórico-artístico de interés local el 28 de septiembre de 1982, mediante una orden publicada el 22 de noviembre de ese mismo año el Boletín Oficial del Estado. En la actualidad está catalogado como bien de interés cultural, con la categoría de monumento.